# Chalcoscirtus tanyae
Chalcoscirtus tanyae là một loài nhện trong họ Salticidae.
Loài này thuộc chi Chalcoscirtus. Chalcoscirtus tanyae được Dmitri Viktorovich Logunov & Yuri M. Marusik miêu tả năm 1999.